# Richard Alley
Richard Blane Alley, né le 18 août 1957) , est un géologue américain et professeur Evan Pugh de géosciences à l'Université d'État de Pennsylvanie . Il est l'auteur de plus de 240 publications scientifiques sur les relations entre la cryosphère terrestre et le changement climatique mondial  et est reconnu par l'Institute for Scientific Information comme un "chercheur hautement cité" ,,,.

## Éducation
Alley fait ses études à l'Université d'État de l'Ohio et à l'Université du Wisconsin à Madison, où il obtient un doctorat en 1987 .

## Recherche et carrière
En 1999, Alley est invité à témoigner sur le changement climatique par le vice-président Al Gore  en 2003 par le comité du Sénat américain sur le commerce, la science et les transports, et devant le comité de la Chambre des États-Unis sur la science et la technologie en 2007  et encore en 2010 ,.
Il est auteur principal du "Chapitre 4 : Observations : Changements dans la neige, la glace et le sol gelé" pour le quatrième rapport d'évaluation du Groupe d'experts intergouvernemental sur l'évolution du climat (GIEC). Il participe au groupe d'experts conjoint ONU / OMM depuis 1992, ayant contribué à la rédaction des deuxième et troisième rapports d'évaluation du GIEC.
Alley écrit plusieurs articles dans les revues Nature et Science ,,,,, et préside le National Research Council on Abrupt Climate Change. En 2000, il publie le livre The Two-Mile Time Machine: Ice Cores, Abrupt Climate Change, and Our Future. Il apparait dans de nombreux documentaires télévisés sur le changement climatique et donne de nombreuses présentations publiques et interviews avec les médias sur le sujet ,,,.
Alley donne la conférence Bjerknes à la réunion de l'American Geophysical Union de 2009 intitulée "Le plus gros bouton de contrôle - Le dioxyde de carbone de l'histoire du climat de la Terre".

## Récompenses et honneurs
Alley reçoit le Seligman Crystal en 2005 "pour sa prodigieuse contribution à notre compréhension de la stabilité des calottes glaciaires et des glaciers de l'Antarctique et du Groenland, ainsi que de l'érosion et de la sédimentation par cette glace en mouvement" . Alley est l'un des nombreux scientifiques de la Terre de l'État de Penn qui contribuent au Groupe d'experts intergouvernemental sur l'évolution du climat des Nations unies, qui a partagé le prix Nobel de la paix 2007 avec Al Gore.
En 2005, il est également le premier récipiendaire de la Médaille Louis Agassiz pour sa "contribution exceptionnelle et soutenue à la glaciologie et pour sa communication efficace d'enjeux scientifiques importants dans l'arène des politiques publiques" .
En 2008, Alley est élu à l'Académie nationale des sciences. Il est élu membre de l'Académie américaine des arts et des sciences en 2010 .
En 2011, il reçoit le 17e prix annuel Heinz avec un accent particulier sur l'environnement .
Le 28 avril 2014, le National Center for Science Education annonce que son premier prix annuel Friend of the Planet est décerné à Alley et Michael E. Mann . Il est élu membre étranger de la Royal Society (ForMemRS) la même année.
Il remporte le prix Frontiers of Knowledge Award 2014 de la Fondation BBVA dans la catégorie Changement climatique pour sa «recherche pionnière» sur «la mécanique de la glace et ses implications pour les changements climatiques brusques», selon les termes de la citation du jury. Il est le récipiendaire 2017 de la médaille Wollaston, qui est la plus haute distinction décernée par la Geological Society of London. Il est réservé aux géologues qui ont un impact significatif sur le terrain grâce à un corpus substantiel de recherches.
En 2018, Alley est nommé récipiendaire du prix Roy Chapman Andrews Society Distinguished Explorer Award . Alley est choisi principalement en raison de ses découvertes faisant progresser la compréhension du changement climatique rapide et de la stabilité des climats polaires.
Il reçoit en 2025 la National Medal of Science